# フェルスモルト
フェルスモルト (ドイツ語: Versmold, ドイツ語発音: [ˈfɛrsmɔlt] ( 音声ファイル)) は、ドイツ連邦共和国ノルトライン＝ヴェストファーレン州デトモルト行政管区のギュータースロー郡に属す市である。

## 地理

### 位置
フェルスモルトは、ミュンスターラントとオストヴェストファーレンとの境界にあたるエムスザントエーベネ（エムス川沿いの砂地の低地）に位置する。トイトブルクの森の南ヴェストファーレン盆地にあたる。市内の高低差は小さく、最高地点はアウトバーン A33号線のインターチェンジ Nr. 15（ボルクホルツハウゼン・インターチェンジ）のすぐ近くの海抜 100 m の地点であり、最低地点はペッケローの南西でヘッセル川が本市から離れる地点の海抜 59 m である。緯線が市域を南北に分けている。最寄りの大きな街としては、26 km 離れたギュータースロー、それぞれ 32 km の距離にあるビーレフェルトとオスナブリュック、46 km 離れたミュンスターがある。

### 地質

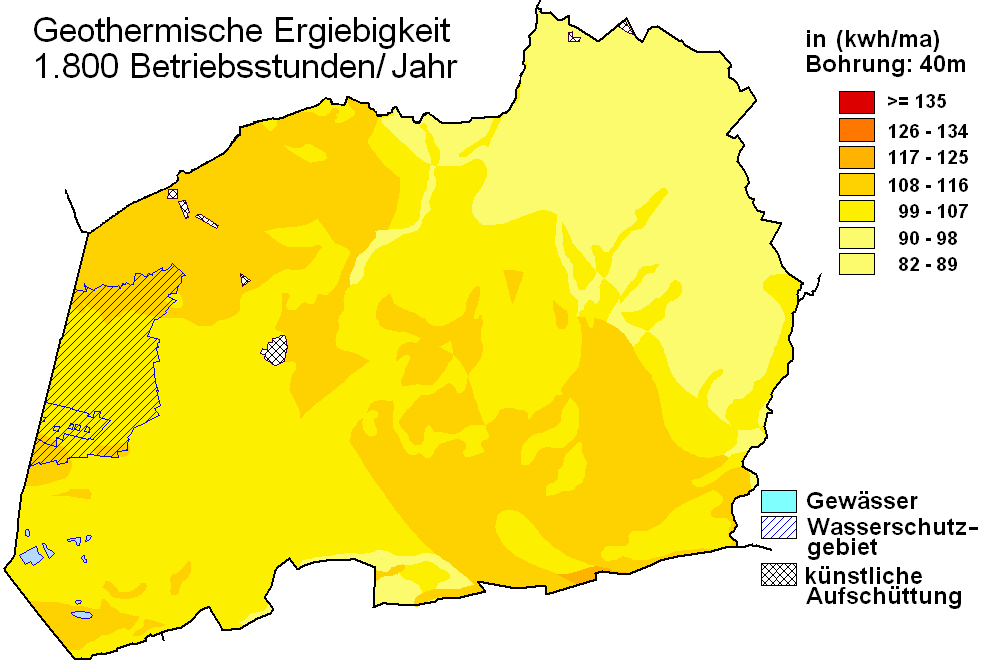
フェルスモルトの地熱分布図

地中深層部には瀝青炭層（石炭紀後期）の粘土岩や砂岩がある。この地層は、中生代（白亜紀）の石灰岩の上に積もった厚さ 1 m から 1700 m の泥灰岩層で覆われている。こうした岩盤は厚さ 30 m 程度の氷期（第四紀）の粗い地層で完全に覆われている。フェルスモルトの北部と東部はその大部分がザーレ氷期のモレーンである。フェルスモルトの南部では砂状でシルト質のヴァイヒゼル氷期の堆積物である。ヘッセル川の谷の草地には新しく、腐植土に富んだ砂と粘土質のシルト、それに低層湿地を形成している泥炭土が散発的に現れる。粘土質の堆積物はかつてレンガを焼く原料として利用されていた。細粒から中粒の砂の堆積物は、建築資材の製造や道路建設材料として利用するために採掘されている。
フェルスモルトの市域は、地熱ゾンデによる地熱源やヒートポンプによる地熱採取については、「良好」から「極めて良好」な状態にある（右図参照）。

### 市域の広がりと土地利用
本市の面積は 85.57 km2 である。市域の大きな部分を農耕地と森林が占めており、その合計は市域全体の約 78.9 % を占める。住宅地と交通用地の占有率は合計で約 15.2 % である。南北の最大幅は約 13.2 km、東西のそれは約 9.6 km である。
| 土地用途別面積 | 農業用地 | 森林  | 宅地、空き地 産業用地 | 交通用地 | 水域  | スポーツ用地 および緑地 | その他 |
| -------------- | -------- | ----- | --------------------- | -------- | ----- | ----------------------- | ------ |
| 面積 (km2)     | 59.81    | 7.73  | 8.43                  | 4.61     | 2.06  | 2.85                    | 0.08   |
| 占有率         | 69.9 %   | 9.0 % | 9.8 %                 | 5.4 %    | 2.4 % | 3.3 %                   | 0.1 %  |

### 隣接する市町村
フェルスモルト市は、北西はバート・ラーエル、北はバート・ローテンフェルデおよびディッセン・アム・トイトブルガー・ヴァルト（以上いずれもニーダーザクセン州オスナブリュック郡）、北東はボルクホルツハウゼン、東はハレ (ヴェストファーレン)、南はハルゼヴィンケル（以上、ギュータースロー郡）、西はザッセンベルク（ヴァーレンドルフ郡）と境を接している。

### 市の構成
基本条例 §3 Abs. 1 によれば、フェルスモルトは6つの市区で構成される。
| 地区             | 地区        | 人口（人） （2006年4月1日現在） | フェルスモルトの地区図 |
| ---------------- | ----------- | ------------------------------- | ---------------------- |
| ボックホルスト   | Bockhorst   | 1,831                           | フェルスモルトの地区図 |
| ヘッセルタイヒ   | Hesselteich | 545                             | フェルスモルトの地区図 |
| ロクステン       | Loxten      | 3,128                           | フェルスモルトの地区図 |
| エスターヴェーク | Oesterweg   | 2,198                           | フェルスモルトの地区図 |
| ペッケロー       | Peckeloh    | 3,483                           | フェルスモルトの地区図 |
| フェルスモルト   | Versmold    | 10,001                          | フェルスモルトの地区図 |
| 合計             | 合計        | 21,059                          | フェルスモルトの地区図 |

### 気候
フェルスモルトは中央ヨーロッパの温帯気候に属している。亜大西洋性海洋性気候地域に位置している。冬は大西洋の影響でおおむね穏やかであり、夏はかなり暑い。
亜大西洋性海洋性気候地域に位置することから、年間を通じて湿潤で、比較的均一に降水がある。フェルスモルト測候所における年間降水量の長期平均値は 767 mm で、ドイツの平均値 (700 mm) よりも多いが、北東地域の測候地点よりはかなり少ない。高度が上がることで降水が起こるトイトブルクの森の降水機能によりこの方面では降水量は年間 1,200 mm に及ぶ。フェルスモルトはオストヴェストファーレンでは比較的温暖なヴェストファーレン盆地に位置している。年間平均気温は 9 - 9.5 ℃である。
| フェルスモルトの気候     | フェルスモルトの気候 | フェルスモルトの気候 | フェルスモルトの気候 | フェルスモルトの気候 | フェルスモルトの気候 | フェルスモルトの気候 | フェルスモルトの気候 | フェルスモルトの気候 | フェルスモルトの気候 | フェルスモルトの気候 | フェルスモルトの気候 | フェルスモルトの気候 | フェルスモルトの気候 |
| 月                       | 1月                  | 2月                  | 3月                  | 4月                  | 5月                  | 6月                  | 7月                  | 8月                  | 9月                  | 10月                 | 11月                 | 12月                 | 年                   |
| ------------------------ | -------------------- | -------------------- | -------------------- | -------------------- | -------------------- | -------------------- | -------------------- | -------------------- | -------------------- | -------------------- | -------------------- | -------------------- | -------------------- |
| 降水量 mm （inch）       | 67.4 (2.654)         | 49.5 (1.949)         | 57.8 (2.276)         | 53.7 (2.114)         | 67.2 (2.646)         | 75.4 (2.969)         | 73.6 (2.898)         | 62.1 (2.445)         | 60.3 (2.374)         | 54.4 (2.142)         | 67.4 (2.654)         | 78.9 (3.106)         | 767.8 (30.228)       |
| 出典：ドイツ気象庁 (DWD) |                      |                      |                      |                      |                      |                      |                      |                      |                      |                      |                      |                      |                      |

## 歴史
フェルスモルトは、1096年にキルヒシュピール（教会の管区）として初めて文献に記録されており、この地域で最も古い定住地の一つに数えられている。
オスナブリュック司教区とミュンスター司教区との境界に位置することから、中世盛期頃のフェルスモルトは両司教間の所領紛争の的であった。住民たちはこれに対抗して可能な限り自己防衛するために、聖ペトリ教会は自衛教会として建設された。
1277年にラーヴェンスベルク伯がフェルスモルト周辺地域の領主権を確保し、この紛争はやっと終結した。伯はグート・カルデンホーフを狩猟の館とした。現在この館は存在しない。これによりフェルスモルトは上述の両司教区の緩衝地域となった。この村はオスナブリュック司教区との境界となり、現在もノルトライン＝ヴェストファーレン州とニーダーザクセン州との州境となっている。フェルスモルトはラーヴェンスベルク伯領の一部として、1614年にブランデンブルク＝プロイセン領となった。
フェルスモルトは1719年にプロイセン王フリードリヒ・ヴィルヘルム1世によって都市権を授けられた。リンネル織り商人が住み着いたことによりこの街は急速に発展し、この地域にすでに長い間広く行われていたリンネル織りおよびリンネル糸の交易中心地に成長した。特に帆布が製造されていた。帆布製造と販売は19世紀半ばまで繁栄を続けたが、その後イングランドから機械織りの綿布が増加することで、衰退していった。その結果、古くからこの地方で広く行われていた農家の伝統である豚の飼育の形をとった食肉加工業が盛んになり、根底からの構造改革が起こった。フェルスモルト周辺地域の特に農業利用に適さない多くの痩せた土地は豚の飼育に好適であった。このため農家のブタは森で育てられた。森で実るオークやブナのドングリが餌となった。こうした餌で肉は上質になり、急速に需要が増え続けるハム、メットヴルスト、ベーコンに加工された。19世紀末からゆっくりと農家での食肉加工の機械化がなされ、家畜の数は何倍にもなった。こうしたプロセスで農場は拡大してゆき、徐々に企業化されていった。
これに伴って、20世紀になると屠殺業者、ソーセージ製造業者、包装業者、輸送業者といった専門業への細分化が徐々に進行した。

### 市町村合併
1973年以前、この地域にはアムト・フェルスモルトの6市町村、ボックホルスト、ヘッセルタイヒ、ロクステン、エスターヴェーク、ペッケロー、フェルスモルト市があった。ペッケローはフェルスモルト市と境を接していた。1960年4月1日、フェルスモルトとペッケローを隔てていた市町境の変更が行われた。この境界変更によってペッケローやフェルスモルトの該当地域に住んでいた住民の所属も変更になった。この変更では、フェルスモルトは当時の市域のうち約 3 ha を失い、ペッケローが 3 ha 拡大した。
ノルトライン＝ヴェストファーレン州の地域再編に伴うビーレフェルト法の発効により、1973年1月1日にアムト・フェルスモルトのボックホルスト、ヘッセルタイヒ、ロクステン、エスターヴェーク、ペッケローは新たなフェルスモルト市に合併した。アムト・フェルスモルトは廃止され、フェルスモルト市がその権利継承者となった。

## 住民

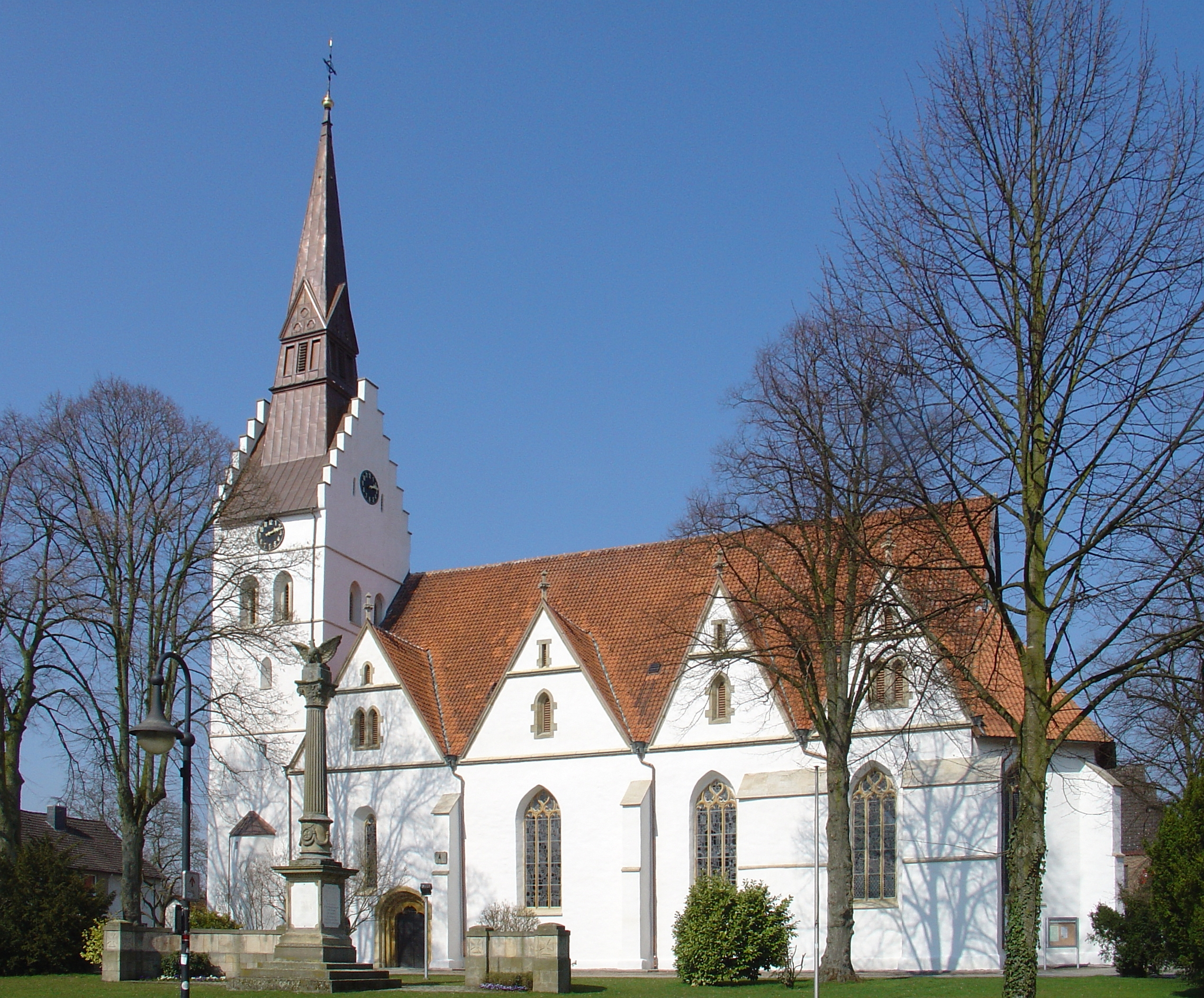
福音主義の教区教会 聖ペトリ教会

### 宗教
16世紀の宗教改革による大変革は、フェルスモルトを含むラーヴェンスベルク伯領にも徐々に浸透し、その後旧ハレ郡全体がそうであったように、フェルスモルトの住民たちはおおむね福音主義ルター派を信仰した。福音主義教会はいずれもハレ教会クライスに属し、カトリック教会はリートベルク＝ヴィーデンブリュック首席司祭区に属す。

### 人口推移

フェルスモルトの人口推移。下の青線が各時点の市域における人口推移、上の黒線が現在の市域にあたる地域の人口推移である。

右のグラフは、各時点の市域における人口推移（下）と現在の市域にあたる地域の人口推移（上）を示している。市域は、周辺町村と合併した1969年7月1日に大きく変更され、1973年1月1日に小規模な変更がなされた。
1970年までと1987年の数値は人口調査の結果であり、1975年以降の数値は州のデータ管理・統計局の公式研究結果である。1975年から1985年までは推定値、1990年以降は1987年の人口調査結果に基づく推計値である。

## 行政
フェルスモルトは、州議会議員選挙ではギュータースロー I - ビーレフェルト III 選挙区に属す。

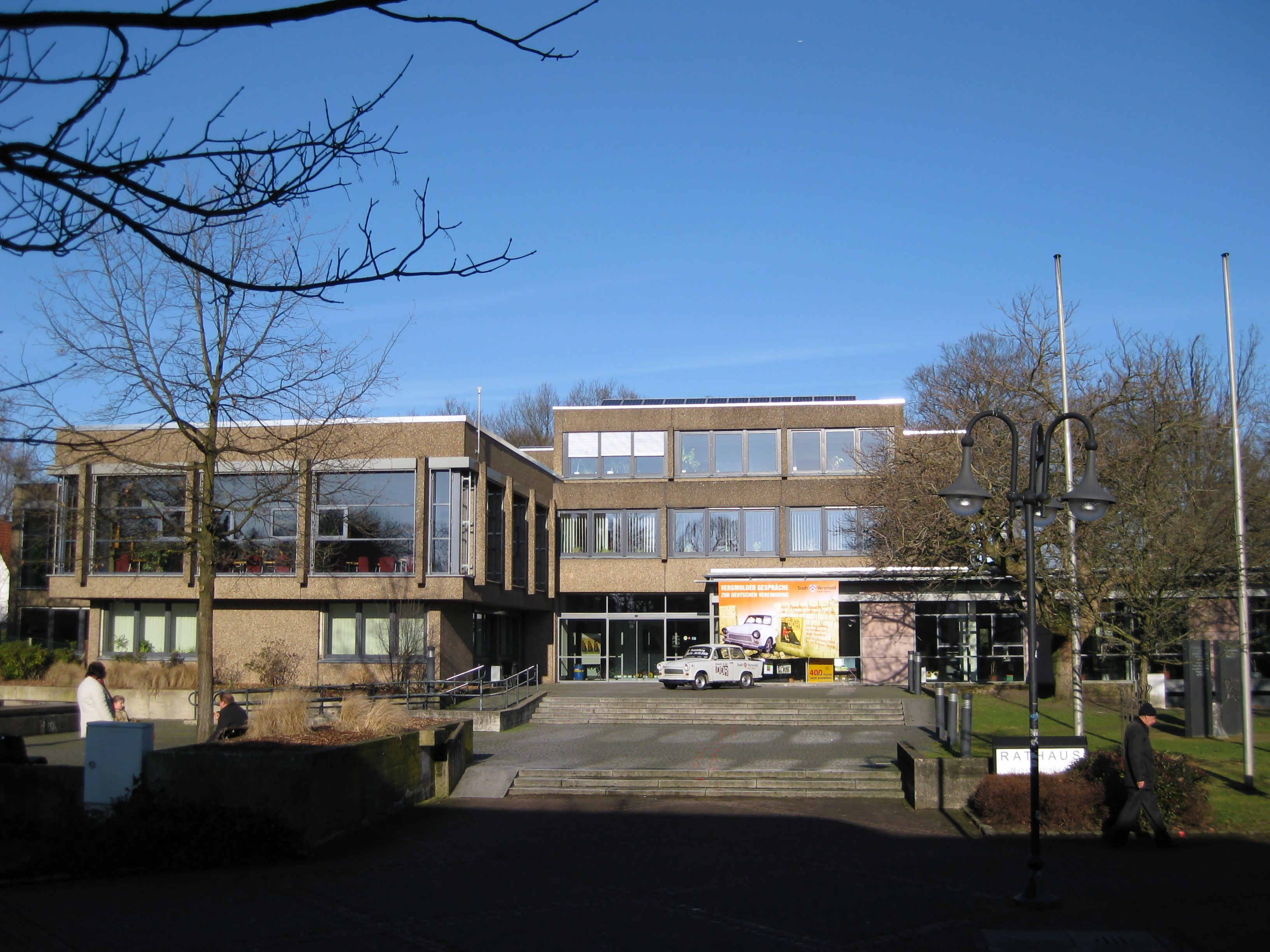
フェルスモルト市庁舎

### 市議会
フェルスモルトの市議会は34議席で、これに市長が議長として加わる。

### 市長
本市の市長はミヒャエル・マイヤー＝ヘルマン (CDU) である。彼は2014年の市長選挙で 53.96 % の票を得て市長に選出された。

### 紋章、幟、旗、印章
本市の紋章は1939年6月19日から使用されている。1973年12月18日、デトモルト行政管区長官によって紋章、旗、幟の使用が改めて認可された。
紋章の図柄: 銀地（白地）に赤い逆V字図形。その下部にはどこにも接しない赤い斜め十字。
解説: 赤い逆V字図形は、フェルスモルトが何世紀もの間属していたラーヴェンスベルク伯領を想起させる。十字は、市の中心部の石に彫り込まれた地元のシンボルである。1939年以前フェルスモルトはラーヴェンスベルク伯領の紋章を改編することなく用いていた。
幟: 長辺と並行に赤と白に2分割。上部三分の一に市の紋章。
旗: 長辺と並行に赤と白に2分割。中央旗竿寄りに市の紋章。
また、フェルスモルトは、市の紋章が描かれた印章を用いている。

### 姉妹都市
- ドプチツェ（ポーランド語版、英語版）（ポーランド、マウォポルスカ県）1994年[20]
- トゥイ（スペイン、ガリシア州）2013年[21]

また、2010年からセルビアの保養地 ヴァードニーク と協力協定を結んでいる。
この他にフェルスモルト市は2013年4月からノルトライン＝ヴェストファーレン州のヨーロッパ活動自治体の称号を有している。この称号は、模範的なヨーロッパ活動に対して州首相ハンネローレ・クラフトによって与えられた。

## 文化

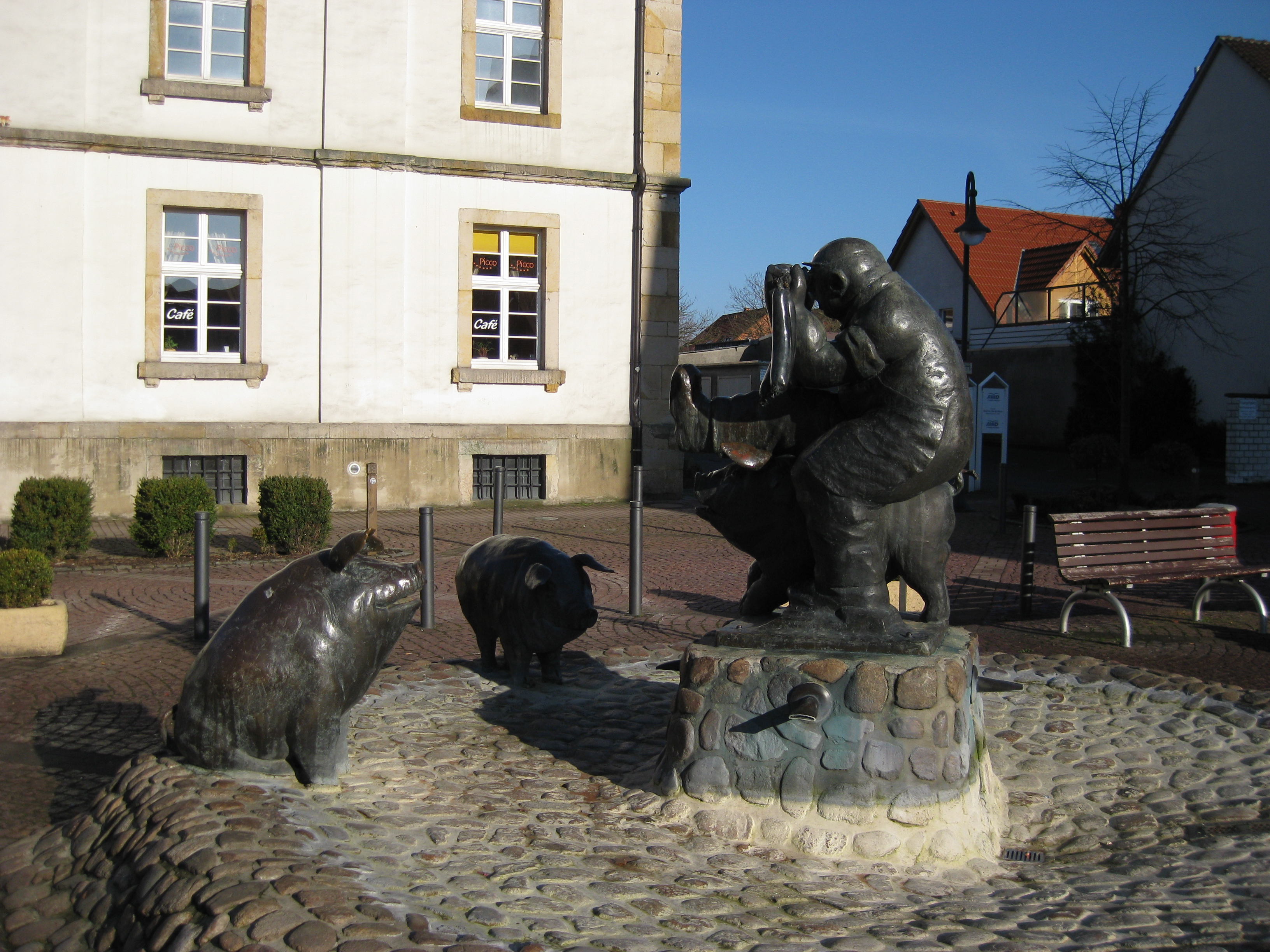
フェルスモルトのブタの泉

### 演劇
フェルスモルダー・トゥールネーエンテアターは年に2演目、それぞれ4公演を国内で有名な俳優を迎えて上演しており、地域を超えた観客に支持されている。夏季には、金曜日の午後にマルクト広場のブタの泉前で演芸公演が行われている。

### 博物館
フェルスモルト郷土博物館は、多くの分館を含む建築複合体に、食肉加工業、フェルスモルトの歴史といったテーマに関する文物や、地方文化史に関わる日常品が展示されている。

### 音楽
まず挙げるべきは、クリストフォルス青年室内合唱団である。この団体は1979年にハンス＝ウルリヒ・ヘニングによって設立され、国内外のコンテストで1位を受賞、国際的なコンサートシリーズに出演、様々な録音を発表している。また、声楽部門とオーケストラ部門を含むCJDギムナジウムの音楽部門も特筆に値する。ペトリ教会の教会音楽も重要な文化的要素である。ここでは合唱、吹奏楽、オルガン音楽のコンサートが定期的に開催されている。伝統的な音楽活動ではエスターヴェーク消防音楽隊がある。この音楽隊は2002年に創立100周年を迎えた。

### 建造物

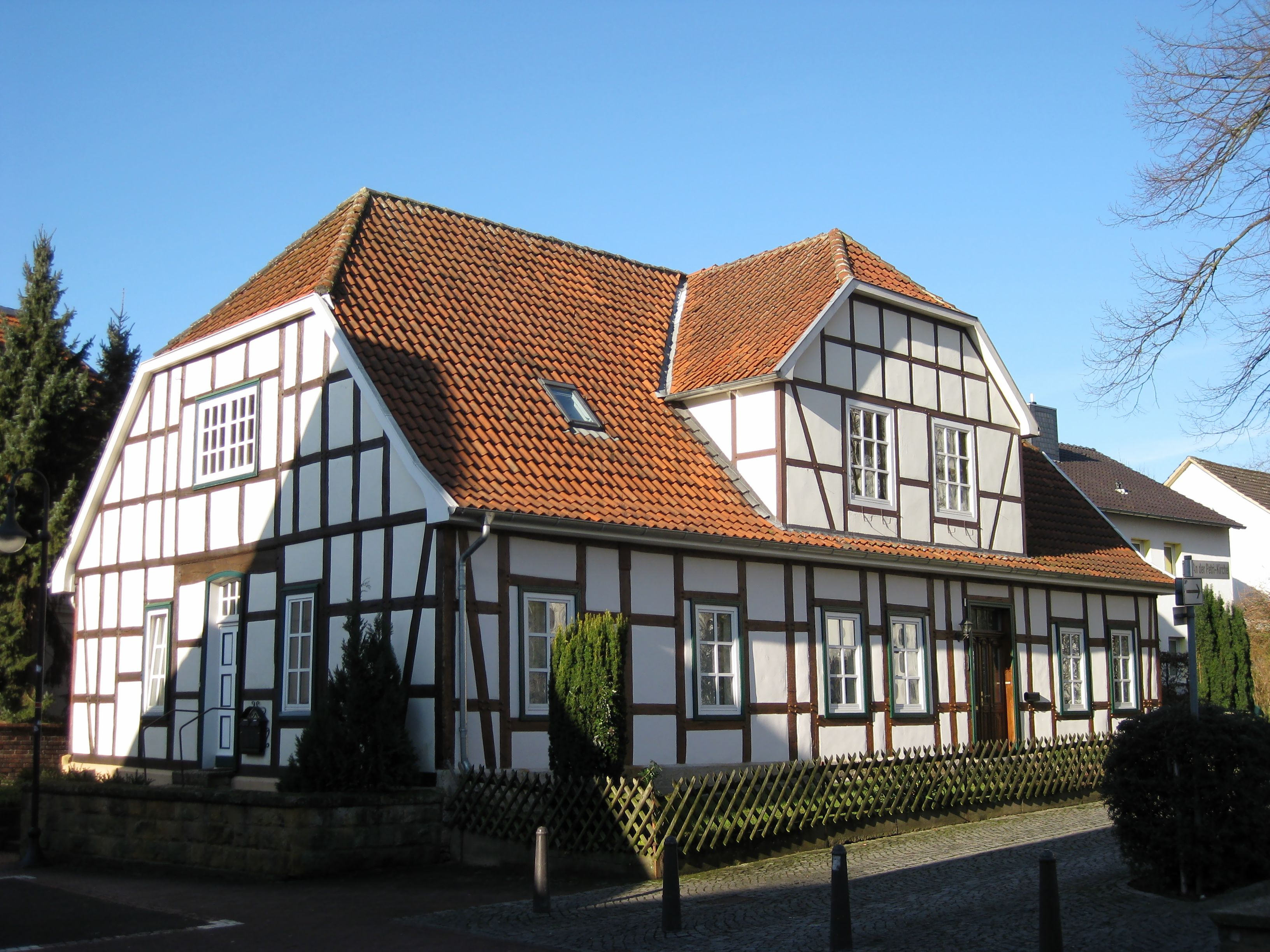
カントールハウス

福音主義の教区教会である聖ペトリ教会は、1096年に初めて文献に記録されている。現在の教会堂は、元々は13世紀に建てられた聖ミカエルに献げられた単廊式のヴォールト建築であったが、後に三角形の内陣を持つ二廊式の後期ゴシック様式の教会堂に改築された。この教会は、1683年に焼失した後再建された。この時に木組みの様式による東の破風が造られた。1902年以後の改修の一環として交差切妻屋根が設けられた。この頃に、ゴシック様式の階段破風を持つロマネスク様式の西塔に新たに銅の頂部が造られた。内部には、後期ゴシック様式のヴォールト絵画の痕跡が遺されている。18世紀初めの講壇、1772年の銘を持つ洗礼盤がこの教会の調度である。シャンデリアには1681年の銘がある。カントールハウスもこの教会の所有である。この建物は、先代の館が1804年に火事の犠牲になった後、1806年から1808年にかけて建設された。後にテュービンゲン大学の学長を務めるゴットフリート・メレンシュテットは、1912年にこの館で生まれた。
かつて市長の役宅であったマイリー（直訳すると「役場」）は、半切妻屋根を戴く古典主義様式 3階建ての漆喰塗りの建物である。この建物は1805年に市長アントン・ダニエル・デリウスのために建設されたもので、現在はカフェとして利用されている。

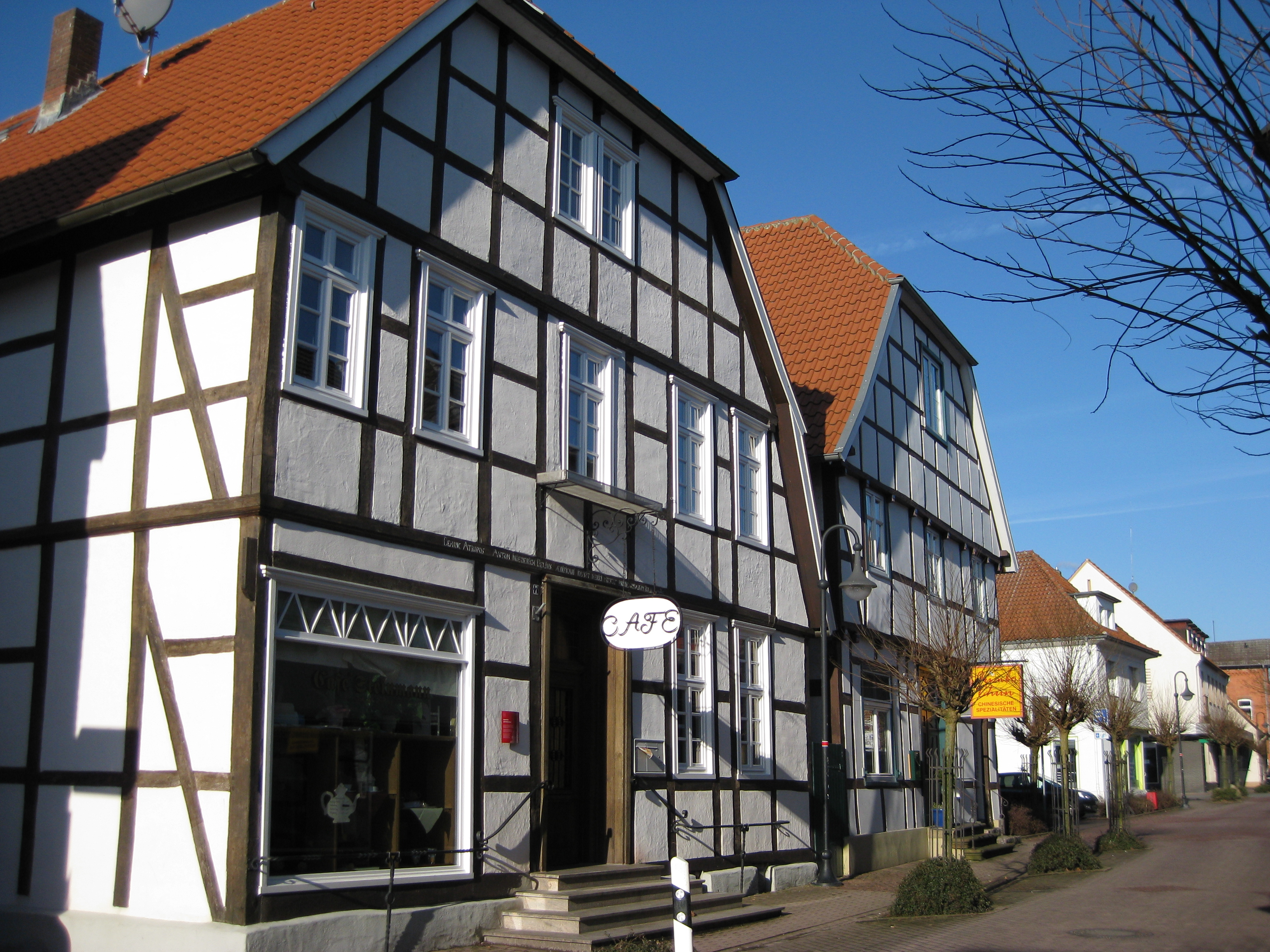
ラーヴェンスベルガー通り 7番地および 9番地

市中心部の近代化後、わずかながら木組み建築が遺されている。最も古いのは教会の近くミュンスター通り7番地に建つオルダーマンシェ・ハウスである。この建物の破風は持ち送りの2倍も突き出している。この建物は1602年の銘を持ち、商店として利用されている。ラーヴェンスベルガー通りには 2軒の木組み建築がある。7番地の半切妻屋根を戴く3階建ての建物は1789年にアントン・フリードリヒ・デリウスによって建設された。この建物は長い間薬局として利用されていた。隣の 9番地も18世紀末頃に建設された切妻屋根の建物である。両建物ともカフェに改造されている。
フェルスモルトには他にも価値ある世俗建築がある。市内中心部ベルリナー通りのヴィスマンスホーフは、大変に良好な状態で保存された木組み建築の家屋敷で、農場建築や1750年建造の納屋も遺されている。ハウス・カーヴェンストロートは、市の交流センターに改築された農場施設である。郷土博物館の建築群には、修復されたホイエルリングハウスがあり、この中には日用品の歴史を物語るコレクションや工業化された食肉加工業に関する展示がなされている。博物館にはさらにパン焼き小屋もあり、定期的に実演が行われている。さらにカフェ、アンティークの農機具を収めた車庫、歴史的なモデルに基づき制作された鍛冶屋などが博物館群に含まれる。
- マイリー
- ミュンスター通り7番地の木組み建築
- 郷土博物館建築群の納屋とパン焼き小屋

### 公園
フェルスモルトには1901年から市立公園がある。この公園は、1843年、アーバッハ川とその分流が作る中州に企業家デリウス家が造成した私的な庭園を起源とする。購入金額の2万ライヒスマルクは、フェルスモルト市と多くのクラブ・団体や市民の寄付によって調達された。
広さ 7 ha の敷地には現在、2面の大きな芝生広場があり、植栽がなされている。特筆すべき貴重な植物としてヨーロッパブナやユリノキが創設当時から保存されている。この他に、土着の樹木や常緑のツツジを含む灌木の茂み、装飾花壇やバラ花壇がある。ここにはデリウス家が植えたセコイアの木もある。北部にはオークやブナの背の高い樹木の森がある。
元々はデリウス家のガーデンハウスであった園亭と1913年に増築された新古典主義様式のホールは、ビアガーデンの中心となっている。ビスマルクと皇帝ヴィルヘルム1世の記念碑がそれぞれ1体ずつ園内にあるが、現在は閉鎖された茂みの中に隠されている。

### 自然保護区と自然文化財

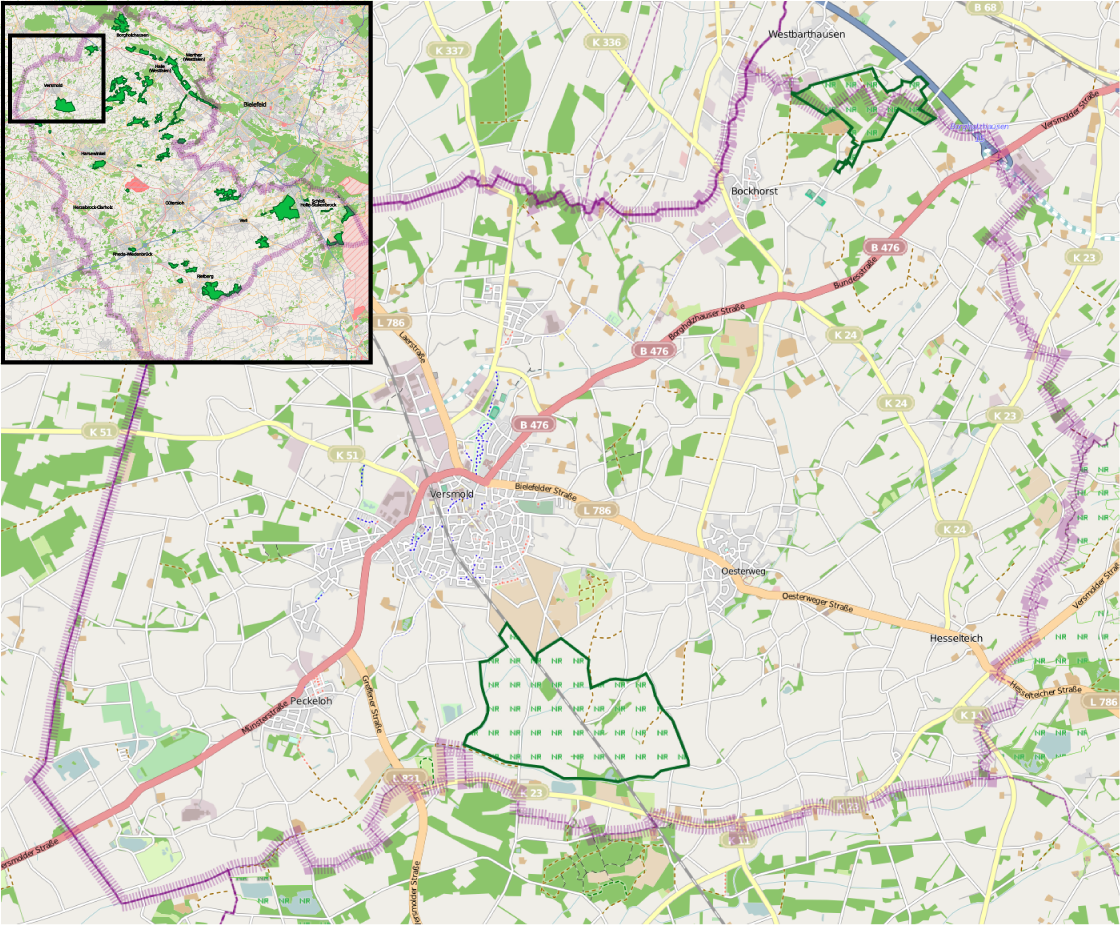
フェルスモルトの自然保護区。緑の太線で囲まれた部分が自然保護区である。

フェルスモルトの南に位置するフェルスモルダー・ブルーフ（フェルスモルト沼沢地）は、アー川とアルテ・ヘッセル川、ノイエ・ヘッセル川の川縁の草地の間にあり、13世紀にはすでに記述されている。特にヨーロッパハンノキが茂っているが、外来の交雑ポプラも植栽されている。ただ、ポプラはこの土地での生育に適しておらず、しばしば傷んでいて、キツツキが好んで幹に洞を作って巣として利用している。この面積 240 ha の自然保護区は、ギュータースロー郡で 3番目に大きな湿地保護区であり、ほぼ完全にノルトライン＝ヴェストファーレン州の所有となっている。かつては秋から晩春まで湿原の大部分が水の下に沈んだが河川の直線化や浚渫により様々な箇所で乾燥が起こっている。特に 16世から 18世紀にかけての開墾の結果、乾燥がこの湿地に起こった。農地の変化は、現在の自然保護区周辺の環境に全く異なったキャラクターを与えた。湿地のエスターヴェーク地区にある薮や雑木林は、現在も豊かに構造化された景観を示している。
市内北部には、オストミュンスターラント地方の公園のような美しさを維持するためのザルツェンタイヒス・ハイデ自然保護区のフェルスモルト部分が存在している。
フェルスモルト市は、市域の 3.26 % が自然保護の対象となっている。

### スポーツ
本市のスポーツクラブは、シュポルトフェライニグング・フェルスモルトに統合されている。幅広いスポーツ種目があり、たとえばテニスや乗馬も楽しめる。
フェルスモルトでは、国際テニストーナメント「ITF フェルスモルト」が開催される。

### 年中行事
フェルスモルトにおける社会生活のピークは2月に行われる春の教会祭「聖ペトリ市」（地元では「ジュンネ・パイダー」として知られている）、8月の第4週末に音楽、演芸、教会祭が行われる「フェルスモルト都市フェスティバル」、6月の第1週末に開催される「射撃祭」である。7月の第2週末には市立野外プールで伝統的な「フライバートパーティー」（野外プールパーティー）が開催される。ボックホルストでは、5月末の「シュパーゲルマルクト」（アスパラガス市）が観光の目玉として始まった。さらに、第3アドヴェントの週末には教会前広場でクリスマスマーケットが開かれる。

### 名物料理・食材
フェルスモルトの食肉製品、ソーセージは連邦中あるいはヨーロッパ中で知られており、人気である。たとえば、フェルスモルダー・シンケン（ハム）、ボックホルスター・クナックヴルスト（ソーセージ）、ブルステブロート、アドヴェンツパステーテ（パテ）などである。
- フェスルモルダー・シンケン
- ボックホルスター・クナックヴルスト
- ブルステブロート
- フェスルモルダー・アドヴェンツパステーテ

## 経済と社会資本

### 交通
フェルスモルトは、連邦アウトバーン A33号線経由で、特に北方向に交通の便がよい。連邦道 B68号線はニーダーザクセン州のオスナブリュックとビーレフェルトとを結んでいる。南西方向では、隣の郡であるヴァーレンドルフ郡や上級中心都市ミュンスターに連邦道 B476号線（ヴァーレンドルフ - ボルクホルツハウゼン線）で行くことができる。
地方バスは、ギュータースロー、ハレ (ヴェストファーレン)、ボルクホルツハウゼンおよびヴァーレンドルフ行きが運行している。フェルスモルトは運賃同盟「デア・ゼクサー」（OWL交通 GmbH）に加盟している。フェルスモルトからハレおよびボルクホルツハウゼンに行くバスは、ビーレフェルトおよびオスナブリュック行きの列車に接続する。この他、オスナブリュック交通会社 (VOS) がフェルスモルトからオスナブリュック郡のバート・ローテンフェルデ行きのバスを VOS運賃で運行させている。
トイトブルガー・ヴァルト鉄道 (TWE) イベンビューレン - ヘーフェルホーフ線の1900年に開業したフェルスモルト駅 は、1977年から旅客近郊交通 (SPNV) が廃止されているが、週に数本貨物列車がこの路線を通っている。また、特定の日には、トイト＝エクスプレスを用いた保存鉄道の旅客車が、イベンビューレン - ヘーフェルホーフ線を運行している。2010年現在、ギュータースローと隣のハルゼヴィンケルとの間に SPNV を復活させる計画が立案されているが、これが将来フェルスモルトまで延伸されるかどうかは依然未確定である。
2011年9月以降、レンゲリヒへの軌道は土砂崩れのために破壊されていた。TWE の新たな所有者であるキャプトレイン・ドイチュラントがこの損壊部分を修繕しなかったため、2012年1月に隣のバート・ラーエルで「アクティオンビュントニス・プロ TWE」（TWEに賛成する活動同盟）が発足した。この団体は、特にトイトブルガー・ヴァルト鉄道を延伸し、レジャー・観光用の交通機関としてこれを活用することを目的としている。

### 経済史
フェルスモルトの経済は、19世紀以降何段階もの構造の変革を経験した。19世紀初めには、住民のほとんどは自給自足で暮らしていた。1850年代から1860年代に多くの家族がアメリカに移住した。その他の人々は収穫期の季節ごとにオランダに働きに出た。19世紀後半になるとリンネル産業に基づく家内労働が発展した。1871年のドイツ国建国によりこうした工業は重要性を増した。コンラート・ギルヘルム・デリウス & Co. は海軍の帆布を製造し、ハンブルクやベルリンに代理店を構えた。現在の市立公園は、かつてはこの裕福な市民一家の所有であった。
第二次世界大戦後、経済は多様化した。家庭での畜殺から多くの食肉加工業者が設立された。下請け企業も成立した。数年前まで大手食肉加工業者は、小規模な（多くは社員1人だけの）事業者の独特の製品もその製品リストに加えていったのである。こうした家庭での畜殺から発展したオストヴェストファーレン独自の職業分野はクラインフライシュヘンドラー（小規模食肉取扱業者）と呼ばれた。フェルスモルトでの食品産業の振興により輸送力に対する需要が拡大し、輸送業も発展した。
同じく1950年代にフェルスモルトの企業家グスタフ・バウムヘーファーによって靴メーカーが創業され、「ラーヴェンスベルガー・シューエ」という商標で生産を始めた。この会社は靴製造業の世界的な構造変革のあおりを受け1982年に閉鎖された。
木材加工業分野のヴィールス・ヴェルケも第二次世界大戦後の多彩な企業の一つであった。この会社も1990年代に生産を停止した。

### メディア
日刊紙としては、ノイエ・ヴェストフェリシェの提携紙であるハラー・クライスブラットと、ヴェストファーレン＝ブラットの地方版にあたるフェルスモルダー・アンツァイガーが月曜日から土曜日まで毎日刊行されている。両紙ともに独自の編集部をこの街に有している。
ラジオについては、地方放送局のラジオ・ギュータースローが放送されている。
代表的なサッカー・ポータルサイト「IndianFootball.com」はフェルスモルトにある。このポータルサイトは世界で最も有名なサッカーポータルサイトの一つであり、FIFA公認のメディアである。

### 公共機関
フェルスモルト市は市民のために様々なサービスを提供している。たとえば、青年相談、薬物・中毒相談、家族・しつけ相談、結婚・生活相談などである。
特筆すべきは、1998年1月1日に設けられた「家族の家」である。ギュータースロー郡西部支所、ハレ教会クライス e.V. の社会奉仕活動団、カリタス会によって運営されているこの家に相談機能が統合されている。
旧郵便局庁舎に入居している市立図書館は、約 26,000点のメディアを収蔵している。このうち 24,500点以上が書籍である。
市立公園の近くにある屋内プールと野外プールを有するパルクバートは天候にかかわらず泳ぐ機会を市民に提供している。
この街の病院は、クリニークム・ラーヴェンスベルク gGmbH によって運営されていた。この経営母体は、ハレにも病院を有している。フェルスモルトの施設は病床数 90であったが、2008年10月31日に閉鎖された。
フェルスモルトはハレ区裁判所の管区に含まれる。
フェルスモルト消防団は、市内の消防を担っている。フェルスモルト地区、ボックホルスト地区、エスターヴェーク地区、ヘッセルタイヒ地区に消防隊がある。

### 教育
この街には総合学校を除くすべての形態の学校がある。市内には基礎課程学校が 3校ある。ゾンネンシューレ、ロクステン＝ボックホルスト共同学校（ロクステン校とボックホルスト校がある）、ペッケロー＝エスターヴェーク/ヘッセルタイヒ基礎課程学校連合（ペッケローに本校、エスターヴェーク/ヘッセルタイヒ分校がある）。上級の学校としては、市立本課程学校および養護学校のマティアス＝クラウディウス＝シューレ、CJD-クリストフォルスシューレのギムナジウムおよび実科学校がある。ドイツキリスト教青年の村活動 (CDJ) はさらに、2013年8月1日にシュッツェン通り4番地とシュール通り14番地のキャンパスでゼクンダーシューレを開校した。
2014年10月15日現在、上記の学校には 209人の教員と 2,740人の児童・生徒が在籍していた。児童・生徒のうち 840人が基礎課程学校、235人が本課程学校、480人が実科学校、836人がギムナジウム、78人が養護学校に属していた。

### 地元企業
フェルスモルトは食肉産業で知られており、食品製造に関わる多くの企業が存在している。最も有名な食肉加工業者が、ライナート、ヴィルトマン、ネルケ（グートフリートの商標で鳥類の肉製品を製造している）である。本市は冗談半分に「ヴェストファーレンのソーセージキッチン」とか「ドイツの脂染み」とか呼ばれる。このため、2006年からフェルスモルト市も新たなスローガンで「フェルスモルト ... 召し上がれ！」と唱っている。
食品流通業者ナーゲル・グループは、フェルスモルトに本社を置いている。
この他に、この街の食品流通の大部分を収納するフリゴローパ冷凍倉庫（ノルトフロスト＝グループ）がある。
ヨーロッパの王冠市場でおよそ10%のシェアを持つ製造業者であるヘルムート・ブリューニングハウス社がフェルスモルトに本社を置いている。

## 人物

### 出身者
- ハンス＝ウルリヒ・トライヒェル（ドイツ語版、英語版）（1952年 - ）作家、ドイツ学者

### 訳注
1. ↑  戦時には砦となるような堅牢な構造の教会堂
2. ↑  ITF は Internationale Westfälische Tennis-Meisterschaften（国際ヴェストファーレン・テニス選手権）の略である。公式の名称は「ライナート・オープン」